# Finale Coppa Italia 2000
De finale van de Coppa Italia van het seizoen 1999–2000 werd gehouden op 12 april en 18 mei 2000. Lazio Roma nam het op tegen Internazionale uit Milaan.
De heenwedstrijd in het Stadio Olimpico in Rome werd met 2-1 gewonnen door Lazio. Nederlander Clarence Seedorf opende in de deze wedstrijd de score voor Inter. Kort na rust wist de thuisclub de score echter om te buigen. De Braziliaanse stervoetballer Ronaldo mocht in dat duel na 58 minuten invallen. Zo'n zes minuten later raakte hij opnieuw zwaar geblesseerd aan de knie. Inter had op dat ogenblik al drie wissels doorgevoerd, zodat het met tien man verder moest.
De terugwedstrijd in het Stadio Giuseppe Meazza in Milaan eindigde in een scoreloos gelijkspel, zodat Lazio de beker pakte.

## Finale

### Heenwedstrijd
|              |                        |       |                |                                                                                         |
| 8 april 2000 | Lazio Roma             | 2 – 1 | Internazionale | Stadio Olimpico, Rome Toeschouwers: 35.000 Scheidsrechter: Alfredo Trentalange (Italië) |
| 8 april 2000 | Nedvěd 40' Simeone 52' |       | 8' Seedorf     | Stadio Olimpico, Rome Toeschouwers: 35.000 Scheidsrechter: Alfredo Trentalange (Italië) |

| Lazio | Inter |

| Lazio Roma:         |    |                   |     |
|                     |    |                   |     |
| GK                  | 22 | Marco Ballotta    |     |
| RB                  | 17 | Guerino Gottardi  |     |
| CB                  | 24 | Fernando Couto    |     |
| CB                  | 11 | Siniša Mihajlović |     |
| LB                  | 15 | Giuseppe Pancaro  |     |
| RM                  | 7  | Sérgio Conceição  |     |
| CM                  | 20 | Dejan Stanković   | 55' |
| DM                  | 6  | Roberto Sensini   |     |
| CM                  | 14 | Diego Simeone     | 81' |
| LM                  | 18 | Pavel Nedvěd      |     |
| CF                  | 21 | Simone Inzaghi    | 76' |
| Wisselspelers:      |    |                   |     |
| FW                  | 10 | Roberto Mancini   | 55' |
| FW                  | 9  | Marcelo Salas     | 76' |
| MF                  | 25 | Matías Almeyda    | 81' |
| Coach:              |    |                   |     |
| Sven-Göran Eriksson |    |                   |     |

| Internazionale: |    |                   |     |
|                 |    |                   |     |
| GK              | 1  | Angelo Peruzzi    |     |
| RB              | 2  | Christian Panucci |     |
| CB              | 5  | Laurent Blanc     |     |
| CB              | 21 | Iván Córdoba      |     |
| LB              | 6  | Michele Serena    |     |
| RM              | 4  | Javier Zanetti    |     |
| CM              | 14 | Clarence Seedorf  |     |
| CM              | 15 | Benoît Cauet      |     |
| LM              | 7  | Francesco Moriero | 46' |
| CF              | 16 | Adrian Mutu       | 58' |
| CF              | 10 | Roberto Baggio    | 58' |
| Wisselspelers:  |    |                   |     |
| MF              | 23 | Luigi Di Biagio   | 46' |
| FW              | 9  | Ronaldo           | 58' |
| FW              | 18 | Iván Zamorano     | 58' |
| Coach:          |    |                   |     |
| Marcello Lippi  |    |                   |     |

### Terugwedstrijd
|             |                |       |            |                                                                                                 |
| 18 mei 2000 | Internazionale | 0 – 0 | Lazio Roma | Stadio Giuseppe Meazza, Milaan Toeschouwers: 53.400 Scheidsrechter: Gianluca Paparesta (Italië) |
| 18 mei 2000 |                |       |            | Stadio Giuseppe Meazza, Milaan Toeschouwers: 53.400 Scheidsrechter: Gianluca Paparesta (Italië) |

| Inter | Lazio |

| Internazionale: |    |                     |     |
|                 |    |                     |     |
| GK              | 1  | Angelo Peruzzi      |     |
| RB              | 17 | Cyril Domoraud      |     |
| CB              | 5  | Laurent Blanc       |     |
| CB              | 21 | Iván Córdoba        |     |
| LB              | 6  | Michele Serena      | 67' |
| RM              | 4  | Javier Zanetti      |     |
| CM              | 14 | Clarence Seedorf    |     |
| CM              | 23 | Luigi Di Biagio     |     |
| LM              | 15 | Benoît Cauet        |     |
| CF              | 18 | Iván Zamorano       | 52' |
| CF              | 10 | Roberto Baggio      | 62' |
| Wisselspelers:  |    |                     |     |
| FW              | 32 | Christian Vieri     | 52' |
| FW              | 20 | Álvaro Recoba       | 62' |
| DF              | 31 | Grigorios Georgatos | 67' |
| Coach:          |    |                     |     |
| Marcello Lippi  |    |                     |     |

| Lazio Roma:         |    |                      |     |
|                     |    |                      |     |
| GK                  | 22 | Marco Ballotta       |     |
| RB                  | 2  | Paolo Negro          |     |
| CB                  | 13 | Alessandro Nesta     |     |
| CB                  | 5  | Giuseppe Favalli     |     |
| LB                  | 15 | Giuseppe Pancaro     | 87' |
| RM                  | 7  | Sérgio Conceição     |     |
| CM                  | 23 | Juan Sebastián Verón |     |
| DM                  | 6  | Roberto Sensini      |     |
| CM                  | 14 | Diego Simeone        |     |
| LM                  | 10 | Roberto Mancini      | 46' |
| CF                  | 21 | Simone Inzaghi       | 46' |
| Wisselspelers:      |    |                      |     |
| FW                  | 33 | Fabrizio Ravanelli   | 46' |
| FW                  | 9  | Marcelo Salas        | 46' |
| DF                  | 24 | Fernando Couto       | 87' |
| Coach:              |    |                      |     |
| Sven-Göran Eriksson |    |                      |     |

1922 ·
1923–1935 ·
1936 ·
1937 ·
1938 ·
1939 ·
1939 ·
1939 ·
1939 ·
1939 ·
1944–1957 ·
1958 ·
1959 ·
1960 ·
1961 ·
1962 ·
1963 ·
1964 ·
1965 ·
1966 ·
1967 ·
1968 ·
1969 ·
1970 ·
1971 ·
1972 ·
1973 ·
1974 ·
1975 ·
1976 ·
1977 ·
1978 ·
1979 ·
1980 ·
1981 ·
1982 ·
1983 ·
1984 ·
1985 ·
1986 ·
1987 ·
1988 ·
1989 ·
1990 ·
1991 ·
1992 ·
1993 ·
1994 ·
1995 ·
1996 ·
1997 ·
1998 ·
1999 ·
2000 ·
2001 ·
2002 ·
2003 ·
2004 ·
2005 ·
2006 ·
2007 ·
2008 ·
2009 ·
2010 ·
2011 ·
2012 ·
2013 ·
2014 ·
2015 ·
2016 ·
2017 ·
2018 ·
2019 ·
2020 .
2021 .
2022 .
2023 .
2024 .